# 蒋乐
蒋乐（1982年8月21日—），印度外交官，现任印度驻南非德班总领事。

## 经历
蒋乐生於1982年8月21日。畢業於韦洛尔基督教醫學院與醫院，具備醫學專業背景。
2012年至2017年，任职于印度驻华大使馆。2017年至2019年，任职于新德里印度外交部，任当代中国研究中心高级研究员。2019年至2022年，任印度駐美國大使館的政治參贊。
2022年7月19日，出任印度驻德班总领事。

## 個人生活
蒋乐通曉英語、馬拉雅拉姆語、泰米爾語及普通話。她的興趣包括閱讀、園藝及藝術創作。與丈夫桑迪普（Sandeep）育有兩名兒子。